# Eulophia filifolia
Eulophia filifolia är en orkidéart som beskrevs av Jean Marie Bosser och Philippe Morat. Eulophia filifolia ingår i släktet Eulophia och familjen orkidéer. Inga underarter finns listade i Catalogue of Life.